# میرامبک کارتبای
میرامبک کارتبای (به قزاقی: Мейрамбек Қартбай،  زادهٔ ۳۰ نوامبر ۱۹۹۷) یک کشتی‌گیر آزادکار اهل کشور قزاقستان است. وی سابقه حضور در المپیک ۲۰۲۴ پاریس را دارد.  